# Jalová vazba
Jalová vazba je pojem používaný ve stavebnictví a tesařství. Jedná se o příčný profil krovu, který obsahuje jen nesené části krovu, tj. krokve. 
Podobně jako plná vazba podpírá prostřednictvím krokví váhu střešní krytiny. 
Historicky se jalová vazba vyvinula později než vazba plná jako opatření k úspoře stavebního materiálu a odlehčení celého krovu. vazné trámy a další prvky plné vazby zde musí být nahrazeny jinou konstrukcí, například soustavou krátkých trámků zvaných krátčata začepovaných do trámů souběžných s pozednicemi, zvanými výměna.
Jalové vazby se ve střešní konstrukci rozmisťují v pokud možno pravidelných rozestupech mezi plnými vazbami zpravidla v poměru 1/2 nebo 1/3.
V moderních krokvových krovech se jalové vazby nevyskytují.